# Clubiona hoffmanni
Clubiona hoffmanni este o specie de păianjeni din genul Clubiona, familia Clubionidae, descrisă de Schenkel, 1937.
Este endemică în Madagascar. Conform Catalogue of Life specia Clubiona hoffmanni nu are subspecii cunoscute.